# Freies Blatt

Titelblatt des Freien Blatt vom 11. Juni 1893

Freies Blatt – Organ zur Abwehr des Antisemitismus war der Titel einer österreichischen Wochenzeitung, die ab 1892 in Wien erschien.
Die Erstausgabe des Freien Blatts wurde am 10. April 1892 veröffentlicht. Die Zeitung erschien zunächst jeden Sonntag und wurde ab dem 1. Dezember 1895 ohne Zusatztitel veröffentlicht. Herausgeber und Redakteur der Zeitung war zunächst Ernst Viktor Zenker, ab 16. Juli 1893 wurde Josef Vorwahlner als Redakteur beschäftigt. Die Redaktion befand sich im 1. Wiener Gemeindebezirk Innere Stadt (Seilerstätte 10). Die Zeitung machte es sich zur Aufgabe, „die Unlauterkeit der antisemitischen Tendenzen in ihrer theoretischen Begründung wie in ihrer praktischen Betäthigung mit durchaus unanfechtbaren Beweisen bloßzulegen“. Mit dem 28. Juni 1896 wurde das Freie Blatt eingestellt.
Das Freie Blatt wurde im September 1896 wiedergegründet und erschien als Das Freie Blatt erstmals am 1. September 1896. Die Erscheinungsfrequenz wurde auf zwei bis drei Ausgaben pro Monat mit wechselnden Ausgabetagen reduziert, die Funktion des Herausgebers übernahm Adalbert Haffner (= Adalbert Schlechter), Redakteur war ebenfalls Adalbert Schlechter. Die Redaktion übersiedelte nach Favoriten (Landgutstraße 27) und war ab Februar 1897 im Bezirk Landstraße (Landstraßer Gürtel 21) beheimatet. Auch „Das Freie Blatt“ machte es sich zur Aufgabe, gegen den antisemitische Tendenzen aufzutreten. Herausgeber Adalbert Haffner, der in einer der letzten Ausgaben schrieb, dass er „aus voller Ueberzeugung für unsere Bedrängten jüdischen Mitbürger“ eintritt, klagte jedoch bereits im Jänner 1897 über Finanzprobleme. Die letzte Ausgabe erschien schließlich am 10. Mai 1897.